# 439 до н. е.

## Події
- консули Риму Агріппа Мененій Ланат та Тіт Квінкцій Капітолін Барбат (вшосте)
- 85 олімпіада, рік другий
- Перикл після дев'ятимісячної блокади захопив повсталий проти Делоського Союзу Самос. На острові до влади поставлено лояльних Афінам демократів.

## Померли
| рік | Це незавершена стаття про рік. Ви можете допомогти проєкту, виправивши або дописавши її. |